# Megaoonops avrona
Megaoonops avrona is een spinnensoort in de taxonomische indeling van de Dwergcelspinnen (Oonopidae).
Het dier behoort tot het geslacht Megaoonops. De wetenschappelijke naam van de soort werd voor het eerst geldig gepubliceerd in 2007 door Michael Saaristo.